# Dermengi, Taraclia
Dermengi este un sat din componența comunei Budăi din raionul Taraclia, Republica Moldova.

## Demografie

### Structura etnică
Structura etnică a localității conform recensământului populației din 2004:
| Grup etnic                    | Populație | % Procentaj |
| ----------------------------- | --------- | ----------- |
| Băștinași declarați Moldoveni | 17        | 34.69%      |
| Găgăuzi                       | 12        | 24.49%      |
| Ruși                          | 8         | 16.33%      |
| Bulgari                       | 7         | 14.29%      |
| Ucraineni                     | 5         | 10.20%      |
| Total                         | 49        | 100%        |

## Geografie
Între satele Moscovei și Dermengi (satul Moscovei parcela 18, subparcelele 2, 3), se află un amplasament fosilifer, arie protejată din categoria monumentelor naturii de tip geologic sau paleontologic.